# Stenodoliops
Stenodoliops is een kevergeslacht uit de familie van de boktorren (Cerambycidae). De wetenschappelijke naam van het geslacht werd voor het eerst geldig gepubliceerd in 2009 door Vives.

## Soorten
Stenodoliops omvat de volgende soorten:
- Stenodoliops azureus Vives, 2012
- Stenodoliops fasciatus Vives, 2012
- Stenodoliops mariae Vives, 2009
- Stenodoliops rugulatus Vives, 2012